# Bhimanhalli, Gulbarga
Bhimanhalli là một làng thuộc tehsil Gulbarga, huyện Gulbarga, bang Karnataka, Ấn Độ.